# وزارة الأمر بالمعروف والنهي عن المنكر (أفغانستان)
وزارة الأمر بالمعروف والنهي عن المنكر هي الوزارة في أفغانستان المسؤولة عن تنفيذ القواعد الإسلامية كما حددتها طالبان، وتم تأسيسه لأول مرة من قبل نظام رباني عام 1992، واعتمدته طالبان عندما تولت السلطة عام 1996.

## التاريخ
تأسست الوزارة في عام 1996، وتلقت الإعانات الغزيرة والتدريب من المملكة العربية السعودية. عندما استولت طالبان على كابول، أعلنت اللجنة فرض حظر على الشعوذة والشعر على الطريقة الأمريكية. تم إغلاقها عندما تم الإطاحة بطالبان، لكن شينواري، رئيس المحكمة العليا في أفغانستان أعادها عام 2003 تحت اسم وزارة الحج والشؤون الدينية.
في عام 2006، قدم نظام كرزاي مشروع قانون لإنشاء إدارة جديدة، تابعة لوزارة الحج والشؤون الدينية، مكرسة لـ «الأمر بالمعروف والنهي عن المنكر». وفقًا لغازي سليمان حامد، نائب وزير شؤون الحج والشؤون الدينية، فإن الإدارة الجديدة ستعمل بشكل أفضل من نسخة طالبان. صرح وزير الحج والشؤون الدينية نعمة الله الشهراني أن الإدارة الجديدة ستركز على الكحول والمخدرات والجريمة والفساد، على الرغم من أن القوانين الجنائية الأفغانية عالجت بالفعل هذه القضايا. وفقًا لـ هيومن رايتس ووتش، فإن إعادة تعيين هذه اللجنة سيكون له تأثير سلبي على حقوق المرأة، وهي وسيلة رئيسية للتنمية في البلاد. رأت شكرية باراكزاي، وهي عضو في المجلس التشريعي الوطني في أفغانستان، في مشروع القانون هذا تراثًا من عهد طالبان. صرحت فيليس دي جاير، رئيسة لجنة الولايات المتحدة للحرية الدينية الدولية، أن الولايات المتحدة الأمريكية أعربت عن معارضتها الشديدة لإعادة وزارة الأمر بالمعروف والنهي عن المنكر، واصفة إياها بأنها انتهاك لحقوق الحرية الدينية.

## الوصف
في كتاب طالبان لأحمد رشيد، يشار إلى الوزارة باسم إدارة الأمر بالمعروف والنهي عن المنكر. فضل مولوي قلم الدين رئيس الوزارة في عهد طالبان، الترجمة الإنجليزية بقسم المراسم الدينية.
كانت وزارة الأمر بالمعروف والنهي عن المنكر في أفغانستان مسؤولة عن تنفيذ القواعد الإسلامية (المذهبالحنفي) كما حددتها طالبان. داهمت الشرطة الإسلامية في الشوارع النساء غير المحجبات بالكامل والأشخاص الذين يستمعون إلى الموسيقى.

## وصلات خارجية
"New Afghan Officials Promise Gentler Enforcement of Islamic Moral Codes". صوت أمريكا. 19 أغسطس 2002. مؤرشف من الأصل في 2008-10-28. اطلع عليه بتاريخ 2008-10-28.